# Cratere Vils
Vils  è un cratere sulla superficie di Marte.